# Bystus unicolor
Bystus unicolor es una especie de coleóptero de la familia Endomychidae.

## Distribución geográfica
Habita en St. Vicent.